# Spojler (lotnictwo)

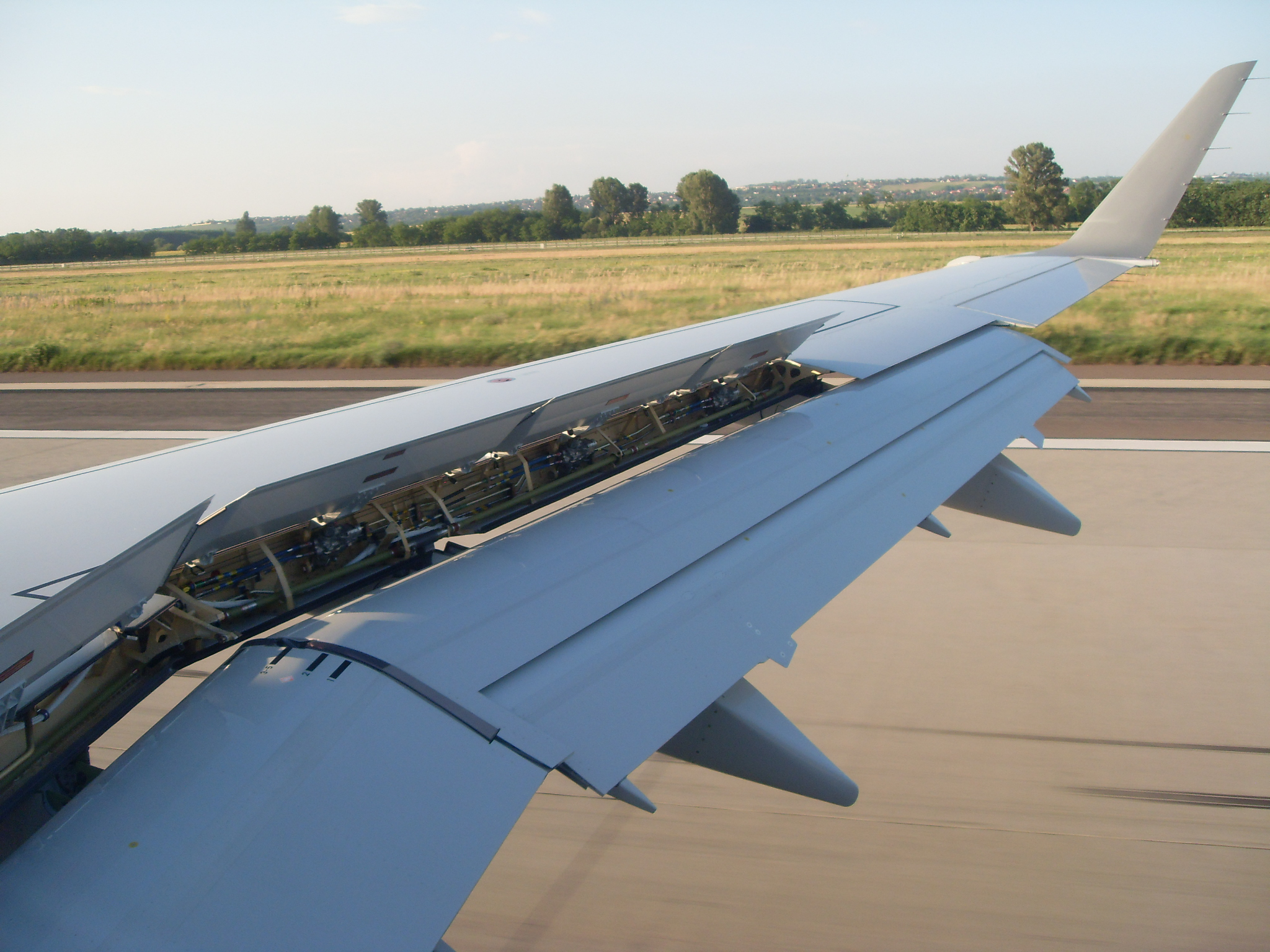
Spoiler w samolocie Embraer 170

Spojler jako element mechanizacji skrzydła dużego samolotu
1. Winglet
2. Lotki małych prędkości
3. Lotki dużych prędkości
4. Owiewka
5. Klapa noskowa Krügera
6. Skrzela (sloty)
7. Klapy wewnętrzne trójszczelinowe
8. Klapy zewnętrzne trójszczelinowe
9. Spojler
10. Hamulce aerodynamiczne

Spojler (od angielskiego spoil – psuć), spoiler, przerywacz, interceptor – element mechanizacji skrzydła, stosowany zwłaszcza w dużych samolotach. 

## Zastosowanie
Wychylenie spojlerów (mających postać odchylanych na górnej powierzchni skrzydła płyt) symetrycznie na obu skrzydłach powoduje oderwanie (psucie) opływu i dlatego zmniejszanie przy danym kącie natarcia siły nośnej, co pociąga za sobą zwiększenie stromości toru schodzenia (zmniejszania wysokości) samolotu bez przyrostu prędkości, istotne zwłaszcza przy podejściu do lądowania. Niesymetryczne wychylanie spoilerów powoduje powstawanie momentu przechylającego i może w niektórych sytuacjach i niektórych samolotach zastępować lub wspomagać działanie lotek.